# L'hallucination de l'alchimiste
L'hallucination de l'alchimiste er en fransk stumfilm fra 1897 af Georges Méliès.